# Urmünder
Die Urmünder (Protostomia) sind eine Stammgruppe der Gewebetiere (Eumetazoa). Die Mehrzahl der Tierstämme und die große Mehrheit aller Tierarten gehört zur Gruppe der Protostomia, die traditionell den übrigen Bilateria, den Neumündern (Deuterostomia), gegenübergestellt wird. Von einigen wenigen Stämmen (Pfeilwürmer, auch Gastrotricha und einigen wenigen anderen) ist die Zuordnung zu einer dieser beiden Großgruppen allerdings nicht abschließend geklärt.

## Definition und Abgrenzung
Zu den Urmündern zählen traditionell die Tierstämme mit einem vollständigen Verdauungstrakt, bei denen in der Embryonalentwicklung der Mund aus dem schlitzförmigen Urmund hervorgeht, während der Anus sekundär durchbricht oder aus dem hinteren Teil des Urmundes entsteht. Die Entstehung des Mundes der Urmünder kann auf verschiedene Weise erfolgen.
Traditionell zählte man zu ihnen die Häutungstiere (Ecdysozoa), die Lophotrochozoen (Lophotrochozoa) und die Plattwurmartigen (Platyzoa). Die Pfeilwürmer (Chaetognatha) sind hier nicht (mehr) integriert, da sie nach molekulargenetischen Untersuchungen vielleicht eine isoliert-basale Stellung im System einnehmen. Dorthin sind in neuerer Zeit auch andere Gruppen umgesetzt worden, wie etwa Analysen zur Einordnung der Xenacoelomorpha nahelegen.

## Systematik
- Häutungstiere (Ecdysozoa)
  - Nematoida
    - Fadenwürmer (Nematoda)
    - Saitenwürmer (Nematomorpha)

  - Scalidophora
    - Hakenrüssler (Kinorhyncha)
    - Priapswürmer (Priapulida)
    - Korsetttierchen (Loricifera)

  - Panarthropoda
    - Bärtierchen (Tardigrada)
    - Stummelfüßer (Onychophora)
    - Lobopoden (Lobopodia) †
    - Gliederfüßer (Arthropoda), unter anderem mit den Insekten, Spinnentieren und Krebstieren
- Lophotrochozoen (Lophotrochozoa)
  - Weichtiere (Mollusca), unter anderem mit den Schnecken, Muscheln und Tintenfischen
  - Ringelwürmer (Annelida), unter anderem mit den Regenwürmern
  - Moostierchen (Ectoprocta)
  - Armfüßer (Brachiopoda)
  - Igelwürmer (Echiura)
  - Schnurwürmer (Nemertea)
- Plattwurmartige (Platyzoa)
  - Plattwürmer (Plathelminthes)
  - Kratzwürmer (Acanthocephala)
  - Cycliophora
  - Bauchhärlinge (Gastrotricha)
  - Kiefermündchen (Gnathostomulida)
  - Kelchwürmer (Kamptozoa)
  - Micrognathozoa
  - Rädertierchen (Rotatoria)